# Ophiacantha pentactis
Ophiacantha pentactis är en ormstjärneart som beskrevs av Ole Theodor Jensen Mortensen 1936. Ophiacantha pentactis ingår i släktet Ophiacantha och familjen knotterormstjärnor. Inga underarter finns listade i Catalogue of Life.